# 자사
자사(子思, 기원전 483년? ~ 기원전 402년?)는 노나라(魯)의 유학자이다. '자사'는 자이며, 성씨는 공(孔), 이름은 급(伋)이다. 공자의 손자이자, 공리(孔鯉)의 외아들이다. 할아버지 공자의 제자인 증자의 제자가 되어, 유교의 학맥을 이어갔다. 보통 자사와 그의 학파에서 나온 맹자의 학맥을 유학의 정통 노선으로 간주한다.

## 생애
3세에 아버지를 잃고 할아버지 손에 양육되었으나, 할아버지 공자 역시 기원전 479년에 사망하였다. 공리에게는 두 부인이 있었고, 출처한 전처 외에 후처에게서 자사를 보았으나, 후처의 성명은 전하지 않는다. 다만 《예기》의 단궁편에 “서씨(庶氏)의 어머니”라고 언급되어, 서씨 집안으로 재혼하고 아버지가 다른 동생이 있었던 것 정도만이 확인된다.
장성한 뒤에는 공자의 애제자 중 생존자였던 증자의 제자가 되어 수학하고, 학맥을 계승하였다. 뒤에 그의 제자의 제자 중의 한 사람에게서 나온 문하생이 맹자로, 이로부터 공자-증자-자사-맹자로 이어지는 유교의 정통 학파가 구성되었다.

## 사상
증자의 유심주의 철학(惟心主義哲學)을 이어받았고, 그것이 맹자에게 이어져서 선진 유가(先秦儒家)의 유력한 한 학파를 형성하였다. 뒤에 주자학에서 공자, 증자, 자사, 맹자의 학통을 도통으로 존숭했다.
《중용》에 따르면, 그는 ‘천(天)’이라는 주대 이래의 종교적 관념을 이어 발전시켰다. 특히 ‘성(誠)’이라는 생각을 도입해 그 체계의 중심을 두고 유심주의 철학을 구성하여 유가사상의 발전에 큰 역할을 하였다.

## 저서
《중용》은 그 자신 혹은 그의 학파의 저작으로 인정된다. 그밖에 《자사자(子思子)》 23편이 그의 저작으로 알려져 있으나, 산실(散失)되어 현재는 그것이 어떠한 책인지 분명하지 않다.

## 기타
아버지 공리의 두 부인 역시 이름과 성씨, 친정에 대한 기록이 없다. 백어의 가정생활 역시 순탄치 못하여 첫 며느리를 출처하였고, 그 뒤에 얻은 며느리에게서 손자 공급을 본다. 그러나 백어가 사망하면서 새 며느리 역시 어린 손자를 그에게 남겨두고 서씨(庶氏) 집안으로 재혼하였다. 뒤에 위나라에서 자사의 생모가 사망하여 자사에게 부고 소식을 전하자, 그는 복을 입고 곡을 하였다. 이후 자사의 한 제자가 그를 찾아와 “서씨의 어머니가 사망했는데, 왜 공씨가 곡을 하느냐?”라고 항의하자, 그는 공식 석상에서는 곡하지 않고 별실을 만들고 곡을 하였다 한다.
자사는 역시 이혼 후 재혼하였다. 본처에게서 아들 자상(공백)을 두었다. 자상의 생모가 사망하였으나 자상은 복상하지 않았고, 이를 이상하게 본 자사의 문인들이 자사에게 “옛날에 선생님의 아버님께서는 쫒겨난 어머니의 상을 치르지 않으셨습니까?”라고 물었다. 자사가 그러하다고 답하자, “선생님께서 흰둥이(=자상)한테는 상을 치르지 못하게 하신 것은 어째서입니까?”라고 다시 묻자, 자사는 “옛날에 우리 아버지께서는 도리를 잃지 않으셨네. 도가 성하면 예도 함께 흥하고, 도가 더러워지면 덩달아 (예도) 더러워진다. 그러니 내가 어찌 할 수 있는가? 내 부인이 자상의 어머니이지, 내 부인이 아닌 여자는 자상의 어머니가 될 수가 없다.”라고 답하였다.

## 자사의 친족관계

### 관련 인물
- 공구
- 공융
- 증자
- 맹자

## 같이 보기
- 증자 (사상가)

## 참고 문헌
- 이 문서에는 다음커뮤니케이션(현 카카오)에서 GFDL 또는 CC-SA 라이선스로 배포한 글로벌 세계대백과사전의 내용을 기초로 작성된 글이 포함되어 있습니다.